# Colquepata
 (août 2020).
Colquepata est un village péruvien de la région de Cuzco dans la Province de Paucartambo. C'est le chef-lieu du district de Colquepata.